# Organitzador personal
Un organitzador personal (PDA, en anglès personal digital assistant,) o agenda electrònica de butxaca, és un ordinador de mà originalment dissenyat com a agenda personal electrònica (per poder emprar: calendari, llista de contactes, bloc de notes, recordatoris, pad de dibuix, etc.) amb un sistema de reconeixement d'escriptura.
Aquests dispositius van ser substituïts pels telèfons intel·ligents que poden realitzar moltes de les funcions que fa un ordinador d'escriptori (veure pel·lícules, crear documents, jocs casuals, correu electrònic, navegar per Internet, reproduir arxius d'àudio, etc.) amb l'avantatge de ser un objecte del que es disposa constantment.
El terme handheld, hand-held computer o hand-held device, és un anglicisme que traduït al català significa “de mà” (ordinador o dispositiu de mà) i descriu el tipus de ordinador de butxaca que es pot aguantar una mà mentre s'utilitza.

## Història
El primer esment formal del terme i concepte de PDA (Personal Digital Assistant) és del 7 de gener de 1992 per John Sculley en presentar l'Apple Newton, en el Consumer Electronics Show (Mostra d'electrònica de consum) de Las Vegas (EUA). No obstant això, va ser un sonor fracàs financer per a la companyia Apple, deixant de vendre's el 1998. La tecnologia estava encara poc desenvolupada i el reconeixement d'escriptura en la versió original era bastant imprecís, entre altres problemes. Així i tot, aquest aparell ja comptava amb totes les característiques de la PDA moderna: pantalla sensible al tacte, connexió a un ordinador per a sincronització, interfície d'usuari especialment dissenyada per al tipus de màquina, connectivitat a xarxes via mòdem i reconeixement d'escriptura.
El 1995 amb l'aparició de l'empresa Palm, Inc. va començar una nova etapa de creixement i desenvolupament tecnològic per al mercat d'aquests dispositius. Tal va ser l'èxit que els ordinadors de butxaca o agendes electròniques són de vegades anomenades Palm computer (ordinador de palma de la mà), la qual cosa constitueix un cas d'una marca registrada que es transforma en el nom genèric del producte.

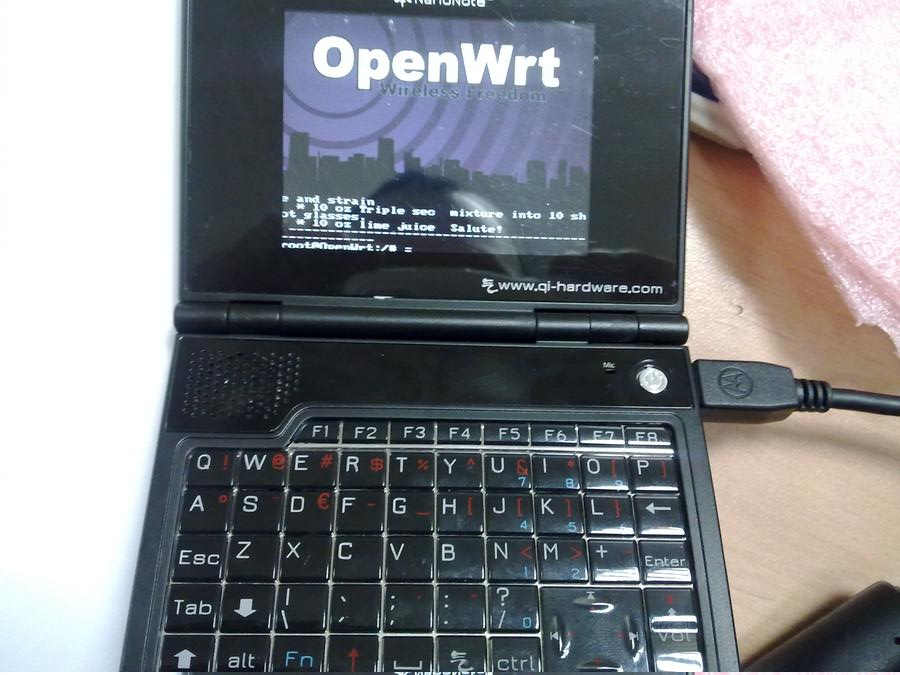
Una Ben NanoNote executant OpenWrt

Però no va ser sinó fins al gener de 1996 quan la companyia 3Com presentava el primer organitzador personal de la sèrie Palm Pilot, que un temps després passaria a cridar-se simplement Palm. Incorporava una memòria RAM de 128 KB, un processador de 4 MHz i una pantalla de 8 files per 40 columnes. Funcionava amb dues piles, i funcionava amb el sistema operatiu Palm US.
La irrupció dels sistemes operatius Microsoft Windows CE (1997) i Windows Mobile (2003) en el sector els va dotar de majors capacitats multimèdia i connectivitat, i sobretot va incorporar a un públic ja acostumat a l'ús dels seus programes i que els trobaven en versió reduïda.
L'arribada dels telèfons intel·ligents o Comunicadors (híbrids entre ordinadors de butxaca i telèfon mòbil) va suposar per al mercat, d'una banda, l'entrada de nous competidors i, per un altre, la incorporació a aquest d'usuaris avançats de mòbils. De pas va suposar la volta d'un sistema operatiu que havia abandonat el mercat de les PDAs i ordinadors de mà en favor dels mòbils: el Symbian US. Les PDAs d'avui dia porten multitud de comunicacions sense fils (Bluetooth, Wi-Fi, IrDA (infrarojos), GPS...) que els fa tremendament atractius fins a para coses tan inversemblants com el seu ús per a domòtica o com a navegadors GPS. Avui dia la majoria dels PDAs són telèfons intel·ligents.

## Característiques
Actualment un organitzador personal(PDA) típic té almenys una pantalla tàctil per ingressar informació, una targeta de memòria per emmagatzemar-la i almenys un sistema de connexió sense fil, ja sigui infraroig, Bluetooth o WiFi.
El programari requerit per un organitzador personal inclou en general un calendari, un directori de contactes i algun programa per agregar notes. Alguns organitzadors digitals també contenen suport per navegar per la xarxa i per revisar el correu electrònic.

### Pantalla tàctil

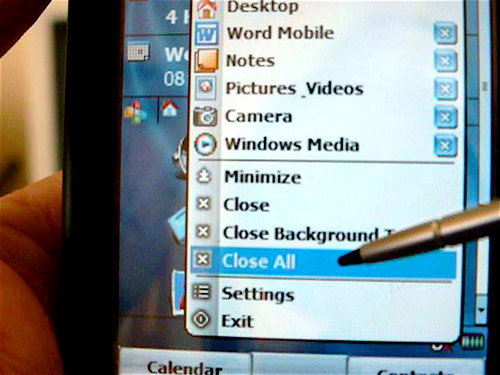
Les agendes digitals solen portar pantalla tàctil per a la navegació.

Moltes agendes digitals com l'Apple Newton i el Palm Pilot, tenen pantalles tàctils per interactuar amb l'usuari, per la qual cosa tenen molt pocs botons reservats per obrir els programes més utilitzats. En general les agendes digitals amb aquesta pantalla tenen un llapis desmuntable, amb el qual es realitzen totes les tasques. Per agregar text en general s'usen un dels següents mètodes:
- S'usa un teclat virtual, i per agregar les lletres cal tocar cadascuna d'elles.
- Es pot connectar un teclat extern connectat via USB o Bluetooth.
- Usant el reconeixement de lletres o paraules, i després traduint-les a lletres dins de la caixa text seleccionada.
- Usant un reconeixement de símbols, on cert grup d'aquests representa una lletra. En general aquests símbols són fàcils de recordar.

Els ordinadors de butxaca dissenyats per a l'ús en negocis, com el BlackBerry o el Treo tenen teclats complets i barres de desplaçament per facilitar l'ingrés d'informació, en comptes d'usar una pantalla tàctil. Els PDA més nous com l'iPhone o l'iPod Touch inclouen una nova interfície d'usuari amb altres mitjans d'entrada. Aquests PDAs usen una tecnologia anomenada Multi-touch.

### Targetes de memòria
Encara que alguns ordinadors de butxaca no usen targetes de memòria, en l'actualitat la majoria permet l'ús de targetes SD. A més a més, uns quants tenen un port USB, i per mantenir una petita grandària, certes agendes digitals ofereixen targetes miniSD o microSD.

### Connectivitat per cable
Encara que alguns ordinadors de butxaca antics es connectaven a l'ordinador d'escriptori usant un cable serie, en l'actualitat la majoria usen un cable USB, o bluetooth. A més de permetre la connexió amb l'ordinador, serveixen com a ports d'alimentació de corrent elèctric especialment l'USB.

### Connectivitat sense fil
Molts dels computadors de butxaca moderns tenen connectivitat Bluetooth, això permet connectar teclats externs, auriculars, GPS i molt més accessoris. A més uns quants posseeixen connectivitat Wi-Fi, aquesta ens permet connectar-nos a xarxes sense fils i ens permeten l'accés a Internet. Les agendes digitals antigues disposaven a més d'un port infraroig, no obstant això molt pocs dels actuals tenen aquesta tecnologia, ja que és molt lent. L'infraroig permet connectivitat entre dues agendes (la topologia utilitzada en els infrarojos, bluetooth i en la interconnexió entre agendes és ad hoc) o amb qualsevol altre accessori que tingui un d'aquests ports. La majoria dels ordinadors de butxaca actuals posseeixen connectivitat 3G, la qual cosa permet l'accés a Internet d'alta velocitat en pràcticament qualsevol lloc a més de la funcionalitat com a telèfon mòbil avançat, terme més conegut com a telèfon intel·ligent.

### Sincronització
Una de les funcions més importants dels organitzadors digitals és la sincronització amb els ordinadors personals. Això permet l'actualització del directori, fent que la informació del computador i de l'agenda digital sigui la mateixa. La sincronització també evita la pèrdua de la informació emmagatzemada en cas que l'accessori es perdi, sigui robat o destruït. Un altre avantatge és que es pot ingressar informació molt més ràpid des del computador i transmetre-la després al dispositiu. La sincronització es realitza mitjançant un programa que lliuren els fabricants, els més coneguts són el HotSync Manager (Palm OS), l'ActiveSync (Windows XP); Windows Mobile Device Center (per a Windows Vista i Windows 7) i iTunes (iPhone US).

## Usos

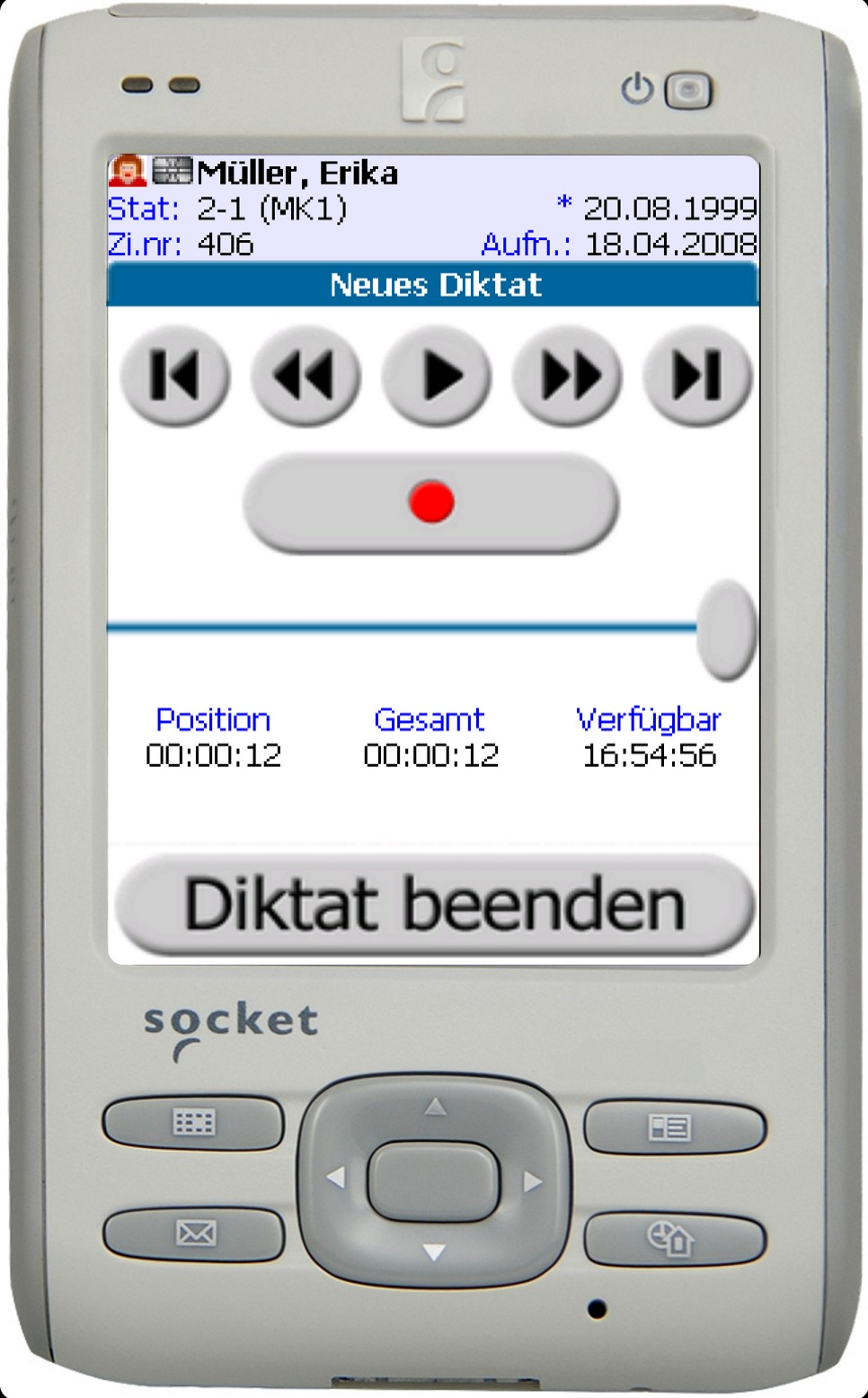
Previsualització gràfica d'un PDA

Els ordinadors de butxaca o agendes digitals són usats per emmagatzemar informació que pot ser consultada a qualsevol hora i en qualsevol lloc. En general, aquests dispositius són utilitzats de manera domèstica, no obstant això també es poden trobar en altres camps.

### Usos en automòbils
Molts computadors de butxaca són usats en vehicles per poder usar GPS, i és per això que cada vegada és més comú trobar-los per defecte en molts vehicles nous. Alguns sistemes poden també mostrar les condicions del tràfic. Els programes més comuns a Europa i als Estats Units per realitzar això són TomTom, Garmin i iGO mostrant ambients en 2 i 3 dimensions.

### Usos mèdics
En la medicina els ordinadors de butxaca han estat utilitzats per realitzar diagnòstics o per escollir els medicaments més adequats.

### Usos en educació
En aquests últims anys els minicomputadores s'han tornat molt comuns, és per això que s'ha començat a utilitzar en certes institucions educatives perquè els alumnes prenguin nota. Això ha permès l'augment de la productivitat dels estudiants, ja que permet la ràpida correcció o modificació de la informació. A més, gràcies a aquests dispositius, els professors estan en capacitat de transmetre material a través d'Internet aprofitant la connectivitat sense fil dels ordinadors de butxaca.
En l'actualitat (2015) les agendes digitals han perdut l'auge que tenien en els seus inicis, ja que comencen a ser substituïts pels telèfons intel·ligents, els quals integren totes les funcions dels PDA a les funcions d'un telèfon mòbil, a més de moltes altres funcions.

## Sistemes operatius i equips

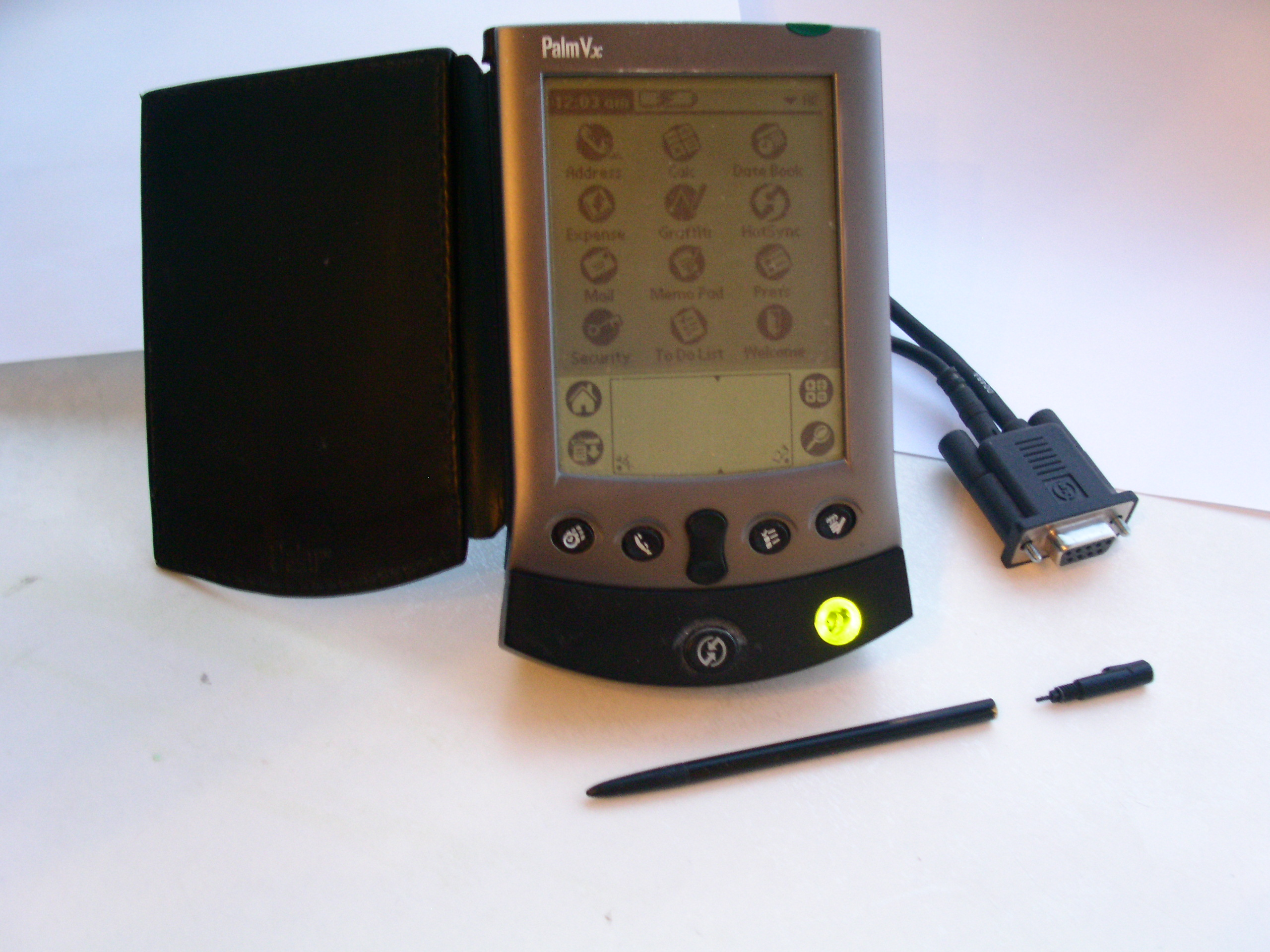
ordinador de mà Palm Vx

- Dispositius amb Android, sistema operatiu de Google, basat en el nucli Linux, utilitzat per Samsung i actualment la gran majoria de fabricants (Sony, HTC, LG, Motorola, entre altres). La llicència d'aquest sistema és Open Source.
- Dispositius amb Windows, sistema operatiu usat principalment per Nokia.
- Dispositius amb iOS actualment iOS 8, usat en dispositius d'Apple.
- Dispositius Palm US, avui dia mantingut gairebé en solitari per Palm, però que fins fa poc ha tingut importants fabricants com Sony.
- Dispositius Pocket PC amb HP com a líder de fabricants acompanyat per altres empreses d'informàtica com Dell o Acer, als qui s'han incorporat els fabricants de Taiwan com High Tech Computer que van copar el mercat del telèfon intel·ligent amb les seves marques pròpies (com Qtek) o fabricant per a tercers i, sobretot, operadors de telefonia mòbil.
- BlackBerry Limited amb els seus Blackberry, més pròpiament telèfon intel·ligents que PDAs, però que han copat una part important del mercat corporatiu alhora que incorporaven prestacions de PDA.
- Dispositius Symbian OS presenti en les gammes altes de telèfons mòbils de Nokia.
- Dispositius amb MeeGo és la unió dels sistemes operatius MeeGo i Moblin, amb el qual Intel i Nokia pretenien competir amb els sistemes operatius dissenyats per a telèfons intel·ligents.
- Dispositius Linux liderat per les Sharp Zaurus.

- Entre altres dispositius descontinuats o no figurables, per exemple, els infantils produïts per diverses empreses dedicades a la jogueteria infantil, com Mattel, o Hasbro.

## Altres dispositius portàtils
Un tipus especial d'assistent digital són les denominades PDT (sigles en anglès de portable data terminal, que significa "terminal de dades portàtil"), equips dirigits a l'ús industrial (per exemple, com a lector mòbil de codi de barres, codi de punts o etiquetes de radiofreqüència), en la construcció i militar. Alguns dels seus principals fabricants són Symbol Technologies, Intermec, DAP Technologies i Hand Hield Products.
D'altra banda, al mercat hi ha multitud de "ordinadors de butxaca de joguina", des de les veritables joguines infantils com els de VTech (líder del pròsper mercat de l'ordinador infantil) als aparells barats fabricats a la Xina, però que, a part del reconeixement d'escriptura, incorporen totes les prestacions bàsiques de les primeres PDA (incloent càmeres digitals bàsiques i comunicacions amb les PC), dissenyats amb objectius principalment didàctics i d'aprenentatge.